# Pomniki przyrody w gminie Gołdap
Na terenie miejsko-wiejskiej gminy Gołdap, w powiecie gołdapskim, w województwie warmińsko-mazurskim znajdują się 23 pomniki przyrody. 
Wyróżniono 19 pomników przyrody ożywionej i 4 nieożywionej. Największe skupiska występują: na terenie miasta Gołdap (znajduje się tam 8 z nich), kolejne w parku wsi Galwiecie i w miejscowości Juchnajcie. Na szczególną uwagę zasługuje żywotnik zachodni w Janach o obwodzie 210 cm i buk zwyczajny odmiany purpurowej w Kowalkach o obwodzie 413 cm. 
Pełne zestawienie pomników przyrody w gminie prezentuje się następująco:
| Nr  | Lokalizacja                                                                                 | Forma             | Nazwa                        | Obwód przy powołaniu [cm]         | Nr ew. | Rok uznania | Zdjęcie |
| 1.  | Nasuty, Nadleśnictwo Olecko, leśnictwo Nasuty oddz. 92                                      | głaz narzutowy    | głaz narzutowy               | 1520                              | 67     | 1962        |         |
| 2.  | Gołdap, ul. Malarska                                                                        | pojedyncze drzewo | dąb szypułkowy               | 320                               | 103    | 1975        |         |
| 3.  | Juchnajcie, 1 km od drogi Gołdap-Rogale                                                     | grupa drzew       | 4 lipy drobnolistne          | 300, 254, 278, 177                | 104    | 1977        |         |
| 4.  | Gołdap, ul. Pionierska 34                                                                   | pojedyncze drzewo | dąb szypułkowy               | 303                               | 106    | 1977        |         |
| 5.  | Gołdap, Plac Zwycięstwa                                                                     | pojedyncze drzewo | dąb szypułkowy               | 401                               | 107    | 1977        |         |
| 6.  | Kalniszki, Nadl. Czerwony Dwór, Leśnictwo Kalniszki, Uroczysko Borki, na skrzyżowaniu linii | grupa drzew       | 3 dęby szypułkowe            | 240, 225, 190                     | 172    | 1977        |         |
| 7.  | Galwiecie, park podworski                                                                   | pojedyncze drzewo | buk zwyczajny                | 175                               | 184    | 1978        |         |
| 8.  | Gołdap, 70 m od zabudowań siedziby Nadl. Gołdap                                             | grupa drzew       | 4 dęby szypułkowe            | 214, 170, 183, 167                | 185    | 1978        |         |
| 9.  | Galwiecie, park podworski                                                                   | pojedyncze drzewo | topola biała                 | 595                               | 187    | 1978        |         |
| 10. | Gołdap, ul. Wojska Polskiego, przy Szkole Podst. nr 4                                       | pojedyncze drzewo | jesion wyniosły              | 237                               | 234    | 1980        |         |
| 11. | Jurkiszki, po wschodniej stronie drogi                                                      | pojedyncze drzewo | dąb szypułkowy               | –                                 | 278    | 1984        |         |
| 12. | Galwiecie, park podworski z byłą kaplicą z 1862 r.                                          | pojedyncze drzewo | jesion wyniosły              | 295                               | 279    | 1984        |         |
| 13. | Jurkiszki, 50 m od drogi do Gołdapi                                                         | pojedyncze drzewo | klon zwyczajny               | 348                               | 280    | 1984        |         |
| 14. | Nadl. Gołdap, Leśnictwo Bludzie, oddz. 80f                                                  | grupa drzew       | 7 buków zwyczajnych          | 242, 195, 240, 167, 183, 247, 217 | 281    | 1984        |         |
| 15. | Hajnówek, 2 m na północ od drogi biegnącej wzdłuż granicy                                   | pojedyncze drzewo | żywotnik olbrzymi dwupienny  | 144                               | 282    | 1984        |         |
| 16. | Gołdap, ul. Kościuszki 12, park osiedlowy                                                   | grupa drzew       | 11 jarzębów szwedzkich       | od 128 do 225                     | 468    | 1996        |         |
| 17. | Galwiecie, na cmentarzu poewangelickim, 150 m na północ od drogi Gołdap-Żytkiejmy           | pojedyncze drzewo | klon zwyczajny               | 300                               | 533    | 1998        |         |
| 18. | Podągi, we wschodniej części parku                                                          | pojedyncze drzewo | dąb szypułkowy               | 730                               | 1028   | 2001        |         |
| 19. | Tatary, leśnictwo Nasuty, oddz. 64, zachodni stok Tatarskiej Góry                           | głazowisko        | 6 głazów narzutowych         | od 250 do 805                     | 935    | 1999        |         |
| 20. | Tatary, AWRSP Suwałki, północno-wschodni stok Tatarskiej Góry                               | głaz narzutowy    | głaz narzutowy               | 1042                              | 936    | 1999        |         |
| 21. | Kowalki dz. ew. 151 AWRSP Suwałki                                                           | pojedyncze drzewo | buk zwyczajny odm. purpurowa | 413                               | 937    | 1999        |         |
| 22. | Nadleśnictwo Olecko, Leśnictwo Nasuty oddz. 110b, pod szczytem Szeskiej Góry                | pojedyncze drzewo | cis pospolity                | 21                                | 982    | 2014        |         |
| 23. | Nadleśnictwo Olecko, Leśnictwo Nasuty oddz. 91 m                                            | głaz narzutowy    | głaz narzutowy               | 1420                              | 983    | 2001/2014   |         |
| 24. | Jany 13                                                                                     | pojedyncze drzewo | żywotnik zachodni            | 210                               | 988    | 2001        |         |

Zniesione pomniki przyrody:
| Nr | Lokalizacja             | Forma             | Nazwa          | Obwody przy powołaniu i zniesieniu [cm] | Rok powołania | Rok zniesienia |
| 1. | Gołdap, Plac Zwycięstwa | pojedyncze drzewo | klon zwyczajny | 270                                     | 1978          | 2017           |
| 2. | Gołdap, ul. Wolności 24 | pojedyncze drzewo | klon zwyczajny | 294-314                                 | 1980          | 2017           |